# Tierra Larga
Tierra Larga es una localidad del estado mexicano de Morelos. Es parte del municipio de Cuautla.

## Demografía
| Gráfica de evolución demográfica |
|                                  |

| Censo | Población |
| ----- | --------- |
| 1990  | 36        |
| 2000  | 157       |
| 2010  | 1052      |
| 2020  | 2589      |